# Henri Kiviaho
Henri Kiviaho, född 26 februari 1994 i Villmanstrand, Finland, är en finländsk professionell ishockeymålvakt som just nu spelar för HC Slovan Bratislava i slovakiska Tipos Extraliga.
I Svenska Hockeyligan har han spelat tre matcher för Malmö Redhawks, säsongen 2024-2025.